# 1134 en santé et médecine
| Années de la santé et de la médecine : 1131 - 1132 - 1133 - 1134 - 1135 - 1136 - 1137    |
| Décennies de la santé et de la médecine : 1100 - 1110 - 1120 - 1130 - 1140 - 1150 - 1160 |

Cet article présente les faits marquants de l'année 1134 en santé et médecine.

## Événements
- L'empereur Jean II Comnène inaugure à Constantinople, en annexe du monastère du Christ Pantocrator, un hôpital de quatre-vingts lits avec un dispensaire pour les soins externes[1].
- Roger II, premier roi de Sicile, soumet à examen l'exercice de la médecine[2].
- Vers 1134 : fondation, quartier des Marolles à Bruxelles, d'une léproserie qui est à l'origine de l'actuel hôpital Saint-Pierre[3].
- 1121-1134 : rédaction du Bestiaire de Philippe de Thaon qui contient la première occurrence connue du mot « médecine », employé sous la forme « medicine » et au sens de « médicament, remède[4] ».

## Publication
- « Dans le Kitab Rudjar (« Le Livre de Roger »), Al Idrisi précise que les médecins de Salerne sont sans rivaux dans toute la Méditerranée occidentale[5] ».

## Personnalité
- Fl. Robert, moine et médecin de l'abbaye Saint-Sauveur de Redon en Bretagne[6].

## Décès
- 1133 ou 1134 : Hildebert de Lavardin (né vers 1055), évêque du Mans, archevêque de Tours, versé dans l'art de guérir selon Dubreuil-Chambardel, ce que conteste Wickersheimer[7],[8].